# Иберо-Американский институт

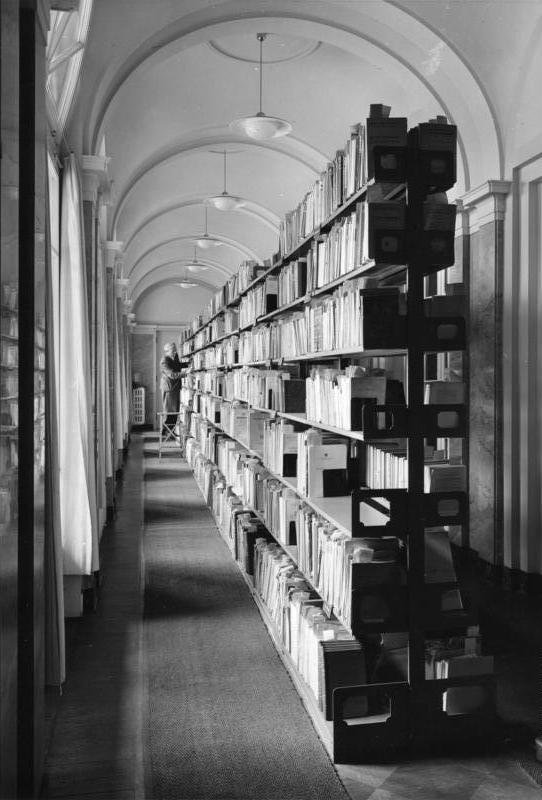
Иберо-Американский институт, библиотека (1958)

Иберо-Американский институт Фонда прусского культурного наследия (нем. Ibero-Amerikanische Institut Preußischer Kulturbesitz, исп. Instituto Ibero-Americano Patrimonio Cultural Prusiano, сокращенно IAI) — немецкий междисциплинарный центр научного и культурного обмена со странами Латинской Америки, Испанией, Португалией и странами Карибского региона. Институт расположен в Берлине недалеко от Потсдамской площади по адресу Потсдамская улица 37 в одном помещении с Государственной Библиотекой. Основан в 1930 году.

## Структура и фонды
Институт состоит из следующих отделов: библиотека, отдел частных архивов, отдел специальных коллекций и проектов и отдел центральных служб. Институт является одним из важнейших в Европе центров исследования Латинской Америки и стран Пиренейского полуострова.
В фонды института входят такие специальные коллекции:
Фонотека: здесь представлена коллекция аудио- и видеоматериалов из испаноязычных и португалоязычных стран Европы и Америки. Коллекция состоит из 15 000 виниловых пластинок, 2000 синглов, 1000 граммофонных пластинок, 4500 компакт-дисков, 900 аудиокассет и 1200 аудиобобин.
Коллекция карт: с 1957 институт собирает карты Латинской Америки и Пиренейского полуострова. Коллекция состоит из 68 550 печатных и 80 рукописных карт, а также 1348 атласов. Большая часть коллекции — исторические карты.
Архив изображений и диатека: коллекция основана в 1973 году. Фонды состоят из 60 000 фотографий и 22 000 диапозитивов.
Архив газетных вырезок: с 1930 года в институте собирают газетные вырезки о странах Латинской Америки и Пиренейского полуострова. Коллекция состоит из 300 000 газетных вырезок. В 1990 году в фонды института добавились коллекции расформированных Института международной политики ГДР и Немецкого института новейшей истории (вместе 76 000 вырезок). С 1999 года институт прекратил заниматься коллекционированием газетных вырезок.